# Eugen Kohlenbach
Eugen Kohlenbach (* 15. August 1930 in Herne/Westfalen; † 17. Januar 2016) war ein niedersächsischer Politiker (CDU). Von 1976 bis 1994 war er Mitglied des Niedersächsischen Landtages.

## Leben
Eugen Kohlenbach besuchte das Gymnasium in Herne (das heutige Pestalozzi-Gymnasium Herne), war dort der erste Schülersprecher und legte 1952 die Reifeprüfung ab. Er begann sein Studium der Wirtschafts- und Sozialwissenschaften in Münster und Freiburg. Im Jahr 1956 schloss er sein Studium als Diplom-Volkswirt ab und nahm noch im gleichen Jahr eine Tätigkeit in der Erwachsenenbildung auf. Zwischen 1957 und 1960 war er Referent für „Soziale Seminare“ in Osnabrück. Zwischen 1961 und 1963 war er als Referent im Franz-Hitze-Haus in Münster/Westfalen beschäftigt. Von 1964 bis 1967 war er Dozent für Wirtschafts- und Gesellschaftslehre am Seminar für Staatsbürgerkunde e.V. in Olpe/Westfalen. Im Anschluss daran war er bis 1985 Direktor des Niels-Stensen-Hauses, Haus für Erwachsenenbildung und Heimvolkshochschule. Im Folgenden war er für drei Jahre bis 1988 Referent für Erwachsenenbildung an der Fachschule für kirchlichen Gemeindedienst in Hildesheim. 
Kohlenbach wurde 1959 Mitglied der CDU. Zwischen 1973 und 1980 war er Vorsitzender des CDU-Ortsverbandes in Lilienthal. Im Jahr 1986 wurde er Vorsitzender des CDU-Ortsverbandes in Worpswede. Ferner war er zwischen 1969 und 1978 stellvertretendes Mitglied des Rundfunkrates von Radio Bremen; er war hier Mitglied des Ausschusses für pädagogische Sendungen. Von 1972 bis 1976 war er Vorsitzender des Kreiselternrates im Landkreis Osterholz. 

## Öffentliche Ämter
Kohlenbach war von 1974 bis 1981 Mitglied des Gemeinderats von Lilienthal. Von 1976 bis 1981 war er Abgeordneter des Kreistages des Landkreises Osterholz und Vorsitzender des Kreisschulausschusses. Von der 8. bis zur 12. Wahlperiode (von 1976 bis 1994) war er Mitglied des Niedersächsischen Landtages. Hier war er von Januar 1984 bis Juni 1990 Vorsitzender des Ausschusses für Wissenschaft und Kunst sowie von Juni bis Oktober 1990 Vorsitzender des Kultusausschusses.